# Семёнов, Григорий Михайлович
Григо́рий Миха́йлович Семёнов (13 [25] сентября 1890 — 30 августа 1946) — казачий атаман, деятель Белого движения в Забайкалье и на Дальнем Востоке, генерал-лейтенант Белой армии.

## Происхождение и образование
Григорий Михайлович Семёнов родился 13 (26) сентября 1890 года в карауле (посёлке) Куранжа станицы Дурулгуевской Забайкальского казачьего войска (в настоящее время село в Ононском районе Забайкальского края). Отец — Михаил Петрович Семёнов (ум. 1911), забайкальский казак. Мать — Евдокия Марковна (ум. 1920), в девичестве Нижегородцева, из старообрядцев.
Семья не была бедной: она сдавала государству ежегодно от 250 до 300 пудов мяса и располагала хорошей сельскохозяйственной техникой.
Начальное образование Григорий получил в двухклассном училище в Могойтуе Акшинского района.
Он свободно говорил по-монгольски и по-бурятски, в дальнейшем в эмиграции заговорил по-английски, мог изъясняться также по-китайски и по-японски.
В 1908—1911 годах учился в Оренбургском казачьем юнкерском училище, по окончании которого получил похвальный лист начальника училища и чин хорунжего.

## Начало службы
С августа 1911 года Семёнов — хорунжий 1-го Верхнеудинского полка Забайкальского казачьего войска. Проходил службу в военно-топографической команде во Внешней Монголии, где производил маршрутные съёмки.
Наладил хорошие отношения с монголами и вождём Богдогэгеном, для которого перевёл с русского языка «Устав кавалерийской службы русской армии», а также стихи Пушкина, Лермонтова и Тютчева. Близко сошёлся с наиболее видными представителями монгольского общества и даже принял определённое участие в подготовке и осуществлении государственного переворота, в результате которого 11 декабря 1911 года была провозглашена независимость Внешней Монголии от империи Цин.
В 1911—1912 был прикомандирован ко 2-й Забайкальской батарее. 19 апреля 1913 года командируется в 1-й Читинский полк. 20 декабря 1913 года Семёнов переводится в Приамурье, в 1-й Нерчинский полк, где оказался в одной части с бароном Р. Ф. фон Унгерн-Штернбергом и бароном П. Н. Врангелем — командиром полка.

## Первая мировая война и революция
С началом Первой мировой войны Семёнов — на фронте, в составе 1-го Нерчинского полка. В конце сентября 1914 года Уссурийская бригада, куда входил полк, прибыла под Варшаву. В первые же месяцы войны он был награждён орденом Святого Георгия IV степени за подвиг, совершённый 11 ноября 1914 года (отбил захваченное неприятелем знамя своего полка и обоз Уссурийской бригады). 26 декабря 1916 года удостоен Георгиевского оружия за то, что 2 декабря 1914 года во главе казачьего разъезда первым ворвался в занятый немцами город Млава.
С 10 июля 1915 года Семёнов занимал должность полкового адъютанта. Барон П. Н. Врангель, в то время командир Нерчинского казачьего полка, в своих воспоминаниях дал ему следующую характеристику:

Семёнов, природный забайкальский казак, плотный коренастый брюнет, ко времени принятия мною полка, состоял полковым адъютантом и в этой должности прослужил при мне месяца четыре, после чего был назначен командиром сотни. Бойкий, толковый, с характерной казацкой смёткой, отличный строевик, храбрый, особенно на глазах начальства, он умел быть весьма популярным среди казаков и офицеров. Отрицательными свойствами его были значительная склонность к интриге и неразборчивость в средствах для достижения цели. Неглупому и ловкому Семёнову не хватало ни образования (он кончил с трудом военное училище), ни широкого кругозора, и я никогда не мог понять, каким образом мог он выдвинуться впоследствии на первый план гражданской войны.
В начале 1916 года Семёнов принял командование над 6-й сотней Нерчинского полка. В конце того же года по ходатайству перешёл в 3-й Верхнеудинский полк, находившийся в Персии, куда прибыл в январе 1917 года. Воевал на Кавказе, затем в составе дивизии Левандовского совершил поход в персидский Курдистан. Вскоре получил звание есаула.

## После присяги временному правительству
По возвращении из Персии, находясь на Румынском фронте, Семёнов обратился с докладной запиской на имя военного министра А. Ф. Керенского, в которой предложил сформировать в Забайкалье отдельный Монголо-бурятский конный полк и привести его на фронт с целью «пробудить совесть русского солдата, у которого живым укором были бы эти инородцы, сражающиеся за русское дело». В мае 1917 года Семёнов возвратился в 1-й Нерчинский полк, где его избирают делегатом на 2-й Круг Забайкальского казачьего войска, намеченный на август в Чите. В июне 1917 года назначен комиссаром Временного правительства по формированию добровольческих частей из монголов и бурят в Забайкальской области.

## Гражданская война

### Начало борьбы с большевиками
После Октябрьской революции Семёнов, имея разрешение не только от Временного правительства, но и от Петроградского Совета рабочих и солдатских депутатов, продолжал формировать в Забайкалье конный Бурято-монгольский казачий отряд. Но в отряд он принимал не только монголов и бурят, но и русских.
Условием принятия в полк был отказ от революционных завоеваний: комитетов, отмены дисциплины и чинопочитания и пр. Поняв, что Семёнов создаёт антибольшевистские части, в конце ноября 1917 года большевики в Чите попытались принять решение о его аресте. Но Семёнов действовал более решительно и, обманув членов местного Совета, с верными ему казаками убыл на станцию Даурия, где продолжил формирование своего отряда. В первой половине декабря на станции Даурия по приговору военно-полевого суда, назначенного есаулом Семёновым, был казнён один из руководителей большевиков на станции Маньчжурия Аркус (он был расстрелян, затем ему вспороли живот и, облив керосином, сожгли).
18 декабря 1917 года на станции Маньчжурия он разоружил и распустил разложившиеся и дезорганизованные части русской армии, находившиеся в полосе отчуждения Китайско-Восточной железной дороги (КВЖД) (720-я ополченческая дружина, железнодорожная рота, части охраны, всего до 1500 человек), разогнал Маньчжурский городской совет, придерживающийся социалистических взглядов. Затем, преодолевая сопротивление генерала Д. Л. Хорвата (управляющий КВЖД от имени России в Маньчжурии), занявшего выжидательную позицию, и китайских властей, Семёнов пополнил и хорошо вооружил свой отряд в 559 человек, и 29 января 1918 года вторгся в Забайкалье, заняв его восточную часть — Даурию.
Так образовался один из первых фронтов гражданской войны — Даурский. Однако, под натиском отрядов красногвардейцев, состоявших из рабочих забайкальских горных заводов, железнодорожников и бывших пленных солдат чехословацкого корпуса под командованием С. Г. Лазо, 1 марта 1918 года Семёнов был вынужден отступить в Маньчжурию.
В марте 1918 года в войсках атамана Семёнова были сформированы три новых полка: 1-й Ононский, 2-й Акшинско-Мангутский и 3-й Пуринский, общей численностью в 900 сабель. К началу апреля 1918 года формирование, именовавшееся Особый Маньчжурский отряд (ОМО), имело численность около 3000 человек. В ОМО входили: японский отряд капитана Окумуры, состоявший из 540 японских солдат и 28 офицеров, и имевший 15 орудий; две офицерские роты; отряд сербов из числа бывших солдат Австро-Венгрии под командованием подполковника Драговича; 3 кавалерийских полка по 4 сотни; два пехотных полка, состоявших из китайцев; команды 4 бронепоездов под началом капитана Шёлкового.
5 апреля 1918 года отряд Семёнова вновь перешёл в наступление.

Перед началом наступления генерал-лейтенант Никонов, мой помощник по военной части, обратил внимание на чисто формальную ненормальность в области существовавшей в отряде иерархии. Будучи в чине есаула, я имел в своём подчинении генералов и штаб-офицеров, в отношении которых являлся их непосредственным или прямым начальником. Чтобы обойти неловкость подчинения мне старших в чине, высший командный состав отряда обратился ко мне с просьбой принять на себя звание атамана О. М. О. Моё согласие сгладило все неловкости, так как если я имел незначительный чин, будучи, в сущности, ещё молодым офицером, то мой престиж, как начальника отряда и инициатора борьбы с большевиками, принимался в отряде всеми без исключения и без какого-либо ограничения. Отсюда произошло наименование меня «атаман Семёнов». Впоследствии это звание было узаконено за мной избранием меня походным атаманом Уссурийского, Амурского и Забайкальского войск. После ликвидации Омского правительства и гибели атамана Дутова войсковые представительства казачьих войск Урала и Сибири также избрали меня своим походным атаманом.
Одновременно началось восстание забайкальского казачества против большевиков в приграничных с Маньчжурией станицах по рекам Аргунь и Онон. К маю, пополнившись восставшими казаками, войска Семёнова (7000 штыков и сабель) подошли к Чите. Но местные большевистские советы, стянув отовсюду силы, отбили наступление казаков и сами перешли в контрнаступление. На фронт в район Адриановки стали прибывать красногвардейские отряды железнодорожников станций Чита I и Хилок, горняков Черновских и Арбагарских копей. Бывшие военнопленные венгры организовали интернациональный красногвардейский отряд. Александровский завод выслал отряд в 300 бойцов во главе с П. Н. Журавлёвым, ставшим впоследствии руководителем партизанского движения в Забайкалье и первым командующим Восточно-Забайкальским партизанским фронтом. Послали свои отряды также посёлки Унда — 400 бойцов, Ломовский — 250, Нерчинск и Нерчинский завод — 360, Акша — роту красногвардейцев. Рабочие Читинских железнодорожных мастерских оборудовали для Даурского фронта бронепоезд. Насильственные мобилизации и издевательства семёновцев вызвали рост партизанского движения среди крестьянства и беднейшего казачества. В посёлках и станицах Курунзулай, Онон-Борзя, Ложниково, Кударино, Нижне- и Верхне-Гирюнино и Ольдонда 17 апреля сформировался первый партизанский кавалерийский полк в 680 сабель. В 20-х числах апреля селения Копунь, Зоргол и Газимурский завод выставили свои отряды общей численностью до 1400 человек. Эти отряды объединились в бригаду «Коп-Зор-Газ». В начале мая 1918 года на станцию Адриановку стали прибывать отряды Красной гвардии из Амурской области и из Западной Сибири (из Омска), снабжённые артиллерией. Прибыл 1-й Дальневосточный социалистический отряд, сформированный из матросов и портовых рабочих Владивостока, Благовещенска, Хабаровска. Отряд насчитывал до тысячи бойцов и имел артиллерию. Во главе отряда стояли большевики В. А. Бородавкин и М. И. Губельман. План наступления разработал командующий Даурским фронтом С. Г. Лазо совместно с начальником штаба, бывшим лейтенантом Амурской военной флотилии В. И. Радыгиным.
Начав наступление 15 мая 1918 года, отряды Красной гвардии в нескольких крупных боях нанесли семёновцам поражение у населённых пунктов Бурятская, Могойтуй, Ага, Оловянная. После потери Оловянной Семёнов намеревался закрепиться на правом берегу реки Онон. Но красногвардейские отряды 27 мая перешли в наступление. Бросив всё, что удалось вывезти из Оловянной — артиллерию, пулемёты и около 240 раненых, семёновцы поспешно отступили к станции Мациевской. Войска Даурского фронта преследовали их и 19 июля после ожесточённого боя овладели Мациевской. Отступив к маньчжурской границе, остатки семёновских отрядов закрепились в районе 86-го и 87-го разъездов. Пользуясь близостью границы и поддержкой китайских властей, семёновцы совершали вылазки на советскую территорию. Трудность их ликвидации заключалась в том, что при попытке наступления красногвардейских отрядов они тотчас же уходили за границу. Для ликвидации семёновцев Лазо в конце июля 1918 года организовал сводный отряд из нескольких сотен 1-го Аргунского казачьего полка и Интернационального отряда. В одну из июльских ночей красногвардейцы бесшумно подошли к лагерю противника и, пустив в ход штыки и приклады, ликвидировали большую часть отряда Семёнова. Уцелевшие семёновцы, бросив имущество и снаряжение, бежали в Маньчжурию. 27 июля войска Даурского фронта заняли станцию Маньчжурия. С китайской делегацией, присланной для переговоров, Лазо заключил соглашение, по которому китайские власти обязались разоружить семёновцев и больше не допускать перехода ими советской границы. Это обязательство китайцы под давлением Японии не выполнили.

### Власть Семёнова в Забайкалье
Бои между остатками отрядов Семёнова, действовавшими с китайской территории, и красными отрядами в Забайкалье продолжались. 
В конце августа 1918 года антибольшевистским силам при поддержке японских интервентов и мятежных частей Чехословацкого корпуса удалось захватить власть в Чите. После этого 9 сентября 1918 года Временное Сибирское правительство назначило областным комиссаром Забайкалья эсера Антона Флегонтова. 14 сентября 1918 года на станции Маньчжурия представитель Флегонтова эсер Леонид Загибалов встретился с Семёновым, который заверил его в своей преданности Временному Сибирскому правительству.
Приказом по Сибирской армии от 10 сентября 1918 года Семёнов был назначен командиром 5-го Приамурского армейского корпуса. 
2 октября 1918 года Флегонтов был арестован, через несколько дней его освободили и выслали в Маньчжурию. После этого реальная власть в Забайкалье оказалась в руках Семёнова. 
14 ноября 1918 года в Чите по распоряжению Семёнова было создано военное училище.
После переворота 18 ноября 1918 года первоначально не признал А. В. Колчака Верховным правителем, за что приказом Колчака от 1 декабря того же года был снят со всех должностей. Но ещё 28 ноября 1918 года Семёнов издал приказ, о том, что в силу создавшегося политического положения он принимает на себя всю полноту власти, как военной, так и гражданской, в Забайкальской области. 
Колчаком была намечена экспедиция в Читу, во главе которой был назначен генерал-майор В. И. Волков с задачей «привести в повиновение всех неповинующихся». Но добравшийся до Иркутска Волков не смог собрать сколько-нибудь значимых сил, а назначенный для движения на Читу авангард отказался грузиться в эшелон. Кроме того, японцы предупредили, что вмешаются в случае действий против Семенова. 
8 декабря Семёнов создал под своим командованием Отдельную Восточно-Сибирскую армию в составе 1-го Отдельного Восточного казачьего, 5-го Приамурского и Туземного конного корпусов. Исполняющим должность начальника штаба армии был назначен полковник Л. В. Вериго. Численность армии к весне 1919 года составила от 8 до 10 тыс. человек, включая до 5 тыс. забайкальских казаков. Создание армии не было признано Колчаком. Лишь в мае 1919 года конфликт Колчака и Семёнова был улажен .
Сами участники белого движения в Сибири отмечали, что «сибирская атаманщина» не только принесла огромный вред белому делу, но и стала одной из причин развала белого фронта в Сибири во второй половине 1919 года.
20 декабря 1918 года в Мариинском театре на Семёнова и его любовницу Марию Глебову было совершено покушение. Несколько человек погибли, а Семёнов был ранен. Покушение устроила группа эсеров во главе с И. Григорьевым и М. Беренбаумом. Четверо покушавшиеся были арестованы и расстреляны. 
25 февраля 1919 года в Чите открылся съезд панмонголистов, который принял решение об образовании независимого федеративного Велико-Монгольского государства, в состав которого должны были войти Внутренняя и Внешняя Монголия, Барга и земли забайкальских бурят. Семёнов, который принял участие в работе этого съезда, получил решением съезда звание Гыцун-вана («святейшего князя»), и приглашение стать первым советником правительства Велико-Монгольского государства.
9 мая 1919 года третьим Войсковым кругом Семёнов был избран войсковым атаманом Забайкальского казачьего войска. По соглашению с атаманами Амурским и Уссурийским он принял должность Походного атамана Забайкальцев, Амурцев и Уссурийцев со штабом на станции Даурия Забайкальской железной дороги.
Приказом А. В. Колчака от 25 мая 1919 года № 136 Г. М. Семёнов был назначен командиром 6-го Восточно-Сибирского армейского корпуса, в который по приказу Колчака № 470 была переформирована Отдельная Восточно-Сибирская армия, входившие в которую корпуса стали дивизиями. 18 июля Семёнов был назначен помощником главного начальника Приамурского края и помощником командующего войсками Приамурского военного округа с производством в генерал-майоры, 23 декабря — командующим войсками Иркутского, Забайкальского и Приамурского военных округов на правах главнокомандующего армиями с производством в генерал-лейтенанты. В октябре 1919 года помощник генерала Д. Л. Хорвата по военным вопросам генерал П. П. Иванов-Ринов телеграфировал начальнику штаба верховного главнокомандующего Сибирской армией:

 «Положение на Дальнем Востоке таково: Хабаровск, Нижний Амур и железная дорога Хабаровск — Никольск заняты атаманом Калмыковым, которого поддерживают японцы, за что Калмыков предоставляет им расхищать неисчислимые ценности Хабаровска. Японцы в свою очередь предоставляют Калмыкову открыто разбойничать, именно: разграбить хабаровский банк, расстреливать всех, кого захочет, смещать и назначать начальников окружных управлений Хабаровска и осуществлять самую дикую диктатуру. Семёнов, поддерживаемый также японцами, хотя и заявляет о своей лояльности в отношении командного состава и правительства, позволяет своим бандам также бесчинствовать в Забайкалье, именно: реквизировать наши продовольственные грузы, продавать их спекулянтам, а деньги делить между чинами отрядов».}
Число лиц, казнённых семёновцами в Забайкалье, неизвестно. Американский генерал Уильям Грейвс в своем докладе сообщал, что войска Семёнова несут ответственность за убийство 40 тысяч человек. Наиболее крупные места заключения располагались на станции Даурия, где были расквартированы войска номинально подчинявшегося Семёнову барона Унгерна, и Маккавеево, где командовал А. И. Тирбах.
В августе 1919 года по распоряжению Главного управления местами заключения Временного сибирского правительства для размещения политических заключённых, находившихся в тюрьмах городов Урала и Западной Сибири, в Троицкосавске (прежнее название Кяхты) была создана «Троицкосавская временная тюрьма». В Троицкосавской временной тюрьме находились заключенные из Александровской каторжной тюрьмы, Бийской, Златоустовской, Красноуфимской, Кунгурской, Пермской, Тобольской, Челябинской и других тюрем, борцы за установление советской власти в Троицкосавске, южном Прибайкалье и местные жители. Казни заключённых осуществлялись казаками из отрядов Семёнова. Массовое уничтожение заключённых (около 1500 человек) в период с 24 декабря 1919 г. по 10 января 1920 года получило название «Троицкосавской трагедии». Только за два дня, 1 и 5 января 1920 года, был расстрелян 481 человек. 
В июле 1920 года на станции Адриановка семёновскими карателями было расстреляно около 3000 пленных красноармейцев. Свидетель этого американский Чарльз Хаскелл Морроу писал: «Пленники, наполнявшие целые вагоны, выгружались, затем их вели к большим ямам и расстреливали из пулеметов... Апогеем казней было убийство за один день пленных, содержавшихся в 53 вагонах, всего более 1600 человек». 
Отличались жестокостью казаки отрядов Семёнова, возглавляемые генералами Тирбахом, Унгерном, а также карательные отряды Чистохина и Филыпина. Л. Ф. Власьевский (бывший начальник личной канцелярии атамана Семёнова и затем начальник казачьего отдела штаба Дальневосточной армии Семёнова: 

«Об Унгерне ходили легенды. Он был очень жесток. Не щадил ни женщин, ни детей. По его приказанию уничтожалось население целых деревень. И сам он лично с наслаждением расстреливал обречённых на смерть. Таким же жестоким был и начальник особой карательной дивизии семёновской армии генерал Тирбах. Штаб его дивизии находился в местечке Маккавеево. Там Тирбах и вершил свой скорый и страшный суд. Однажды насильственно мобилизованные казаки, не желая служить Семёнову, убили своих офицеров и перешли к партизанам. Вскоре в их станицу прибыл отряд Чистохина. Были собраны все старики. Их запрягли в сани и приказали везти убитых офицеров на кладбище. Там стариков расстреляли, а станицу сожгли».
Сам Семёнов относился к этому так:

…в условиях зарождавшейся гражданской войны, всякая мягкотелость и гуманность должны быть отброшены.
Указом Верховного правителя А. В. Колчака от 4 января 1920 года Г. М. Семёнову была передана (до получения указаний от назначенного Верховным Правителем России А. И. Деникина) «вся полнота военной и гражданской власти на всей территории Российской Восточной Окраины (РВО), объединённой российской верховной властью». После расстрела А. В. Колчака Забайкалье на период с января по ноябрь 1920 года стало последним оплотом белого движения в Сибири. В начале 1920 года генерал-лейтенант Г. М. Семёнов возглавил читинское Правительство Российской восточной окраины..
В феврале 1920 года остатки частей В. О. Каппеля под командованием С. Н. Войцеховского соединились с войсками Г. М. Семёнова. 20 февраля 1920 года в Забайкалье Верховный Главнокомандующий Восточным фронтом Г. М. Семёнов из трёх корпусов войск Восточного фронта Русской армии сформировал Дальневосточную армию.
С февраля по август 1920 года Читинским отделением Госбанка по указанию Семёнова были выпущены денежные знаки в 100 и 500 рублей, получившие название «воробьи» и «голубки» (по характерным цветам печати). В условиях галопирующей инфляции и роста цен принимались населением эти знаки плохо. Впоследствии они были аннулированы Дальневосточной республикой (ДВР) на основании законов 1920 и 1921 годов.
Ранее считалось, что именно в 1920 году приказом Г. М. Семёнова были учреждены Георгиевская медаль, Георгиевский крест (солдатский) и орден Св. Георгия Особого Маньчжурского отряда (офицерский), которыми награждались за храбрость, проявленную в боях с большевиками, лучшие бойцы ОМО. Однако, всё же, учреждение данных наград произошло ранее, так как одно из первых награждений Орденом Святого Георгия Особого Маньчжурского Отряда состоялось 13 декабря 1918 года (приказ № 47, награждён подъесаул Торчинов), а первое награждение солдатским Георгиевским крестом Особого Маньчжурского Отряда состоялось 12 мая 1919 года (приказ № 157, награждён орудийный наводчик Анатолий Петров)). Изначально, литые Георгиевские кресты и медали ОМО изготавливались в Чите и Владивостоке (? требует подтверждения), а позднее и в эмиграции (Харбине и Шанхае (Китай)). Частично Георгиевские кресты ОМО делались переделкой, гравированием рисунка, на старых крестах периода Российской Империи и Временного Правительства.
С апреля по октябрь 1920 года войска под командованием Семёнова вели ожесточённые бои с Народно-революционной армией ДВР. Дисциплина в семёновской армии начала падать. Осенью 1920 года от Семёнова ушёл его главный сподвижник, барон Унгерн. Атаман издал приказ, в котором говорилось: «Командующий конно-азиатской дивизией генерал-лейтенант барон фон Унгерн-Штернберг последнее время не соглашался с политикой главного штаба. Объявив свою дивизию партизанской, он ушёл в неизвестном направлении. С сего числа эта дивизия исключается из состава вверенной мне армии, и штаб впредь снимает с себя всякую ответственность за её действия».
После упорных боёв с большевиками остатки отрядов Семёнова под давлением превосходящих сил Народно-революционной армии ДВР 22 октября 1920 года оставили Читу и отступили из Забайкалья в Маньчжурию. Сам Семёнов, бросив остатки своей армии бежал из Читы на аэроплане. Остатки его отрядов и отрядов Унгерна частью рассеялись или остались в Монголии, частью по КВЖД добрались до Харбина, и весной 1921 года перебрались в Приморье, где принимали участие в боях с большевиками на стороне правительства братьев Меркуловых. Сам Семёнов появился в Харбине в начале ноября 1920 года, за три недели до прихода туда эшелонов с остатками его отрядов. 21 ноября Семёнов встретился с начальником тыла своей армии генерал-майором П. П. Петровым, сообщившим ему, что казаки и офицеры настроены против него весьма решительно, а командование 2-го Сибирского (генерал-майор И. С. Смолин) и 3-го Поволжского (генерал-майор В. М. Молчанов) корпусов открыто обвиняет его в трусости и отказывается дальше подчиняться. Пытаясь сохранить контроль над войсками и отстранить от командования генералов Смолина и Молчанова Семёнов издаёт приказы № 700/а, 703/а, 705/а от 25, 28 и 30 ноября 1920 года, в которых все штабы и учреждения Дальневосточной армии были объявлены расформированными и находившимися в состоянии реорганизации. Но ему уже никто не подчиняется. В конце мая 1921 года Семёнов в Японии встречается с бывшим военным агентом (атташе) Российской Империи в Японии генералом М. П. Подтягиным и послом Д. И. Абрикосовым и предъявляет требование передачи ему денег и золота, направлявшихся на закупку снаряжения для армии Колчака и его отрядов в Забайкалье, но получит только 338 тыс. иен. После этого Семёнов на пароходе отправляется во Владивосток, с надеждой возглавить войска Приамурского земского края, в которых служило много казаков из Забайкалья. Но в порту Владивостока казаки узнали его, припомнили ему бегство из Читы и даже не дали возможности сойти на берег. По другим данным[каким?], шла обыкновенная интрига со стороны некоторых «каппелевских» генералов и борьба за власть. Братья Меркуловы получили деньги от Семёнова и после этого сделали все возможное, чтобы ему не подчиняться. Финансовые махинации братьев Меркуловых также послужили им укором со стороны «белоповстанцев», что привело в дальнейшем к смене и их правительства. В нарушении Указа Верховного Правителя адмирала Колчака о передаче полноты всей власти на Восточной окраине России Семёнов был отстранён от власти.

## Эмиграция
После инцидента в порту Владивостока в 1921 году Семёнов вынужден был окончательно покинуть Россию. Эмигрировав в Японию, а затем в Китай, Семёнов вскоре уехал в США и Канаду просить помощи у Совета послов (В 1920 году царские послы организовались в Совет послов под председательством Б. А. Бахметева, в прошлом крупного русского инженера, несколько лет до 1917 года стажировавшегося в США, который начал координировать из Вашингтона через Париж, Лондон и Токио всю финансовую помощь эмиграции), но не получил какой-либо помощи. Генерал У. Грейвс (называвший Семёнова «убийцей, грабителем и самым отъявленным негодяем, который не просуществовал бы в Сибири и одной недели без защиты со стороны Японии»), а также сенатор У. Бора предприняли попытку привлечь его к уголовной ответственности за зверства на Дальнем Востоке. По прибытии в Нью-Йорк Семёнов был арестован по обвинению в хищении материалов и средств, принадлежещих одной из российских компаний, провел 6 дней в федеральной тюрьме Нью-Йорка Ludlow Street Jail, и был выпущен под залог в 25 тысяч долларов. Одновременно на слушаниях в Сенате США был представлен доклад о японской оккупации Сибири, действиях атамана Семёнова и его связях с японским военным командованием. Генерал Грейвс и его заместитель, полковник Чарльз Морроу, выступая перед сенаторами заявили, что «Семёнов несет ответственность за истребление целых деревень, развязав преднамеренную кампанию убийств, изнасилований и грабежа, стоившую жизни 100 тысячам мужчин, женщин и детей». По словам Морроу, «если бы не поддержка Семёнова одной иностранной державой, наши части могли бы разоружить его отряды». Семёнову удалось добиться освобождения, после чего он уехал в Канаду, а позднее обосновался в Японии.
В Японии жил в городе Нагасаки, где снимал отдельную усадьбу. Тесно сотрудничал с японскими военными и претендовал на роль лидера военной белой эмиграции на Дальнем Востоке, не желал признавать РОВС.
С образованием в 1932 году подконтрольного Японии государства Маньчжоу-Го Семёнов вновь пытается вернуться в политику. Японцы предоставили атаману дом в Дайрене, где он прожил до августа 1945 года, и назначили ежемесячную пенсию в 1000 золотых иен. Возглавлял Дальневосточный союз казаков.
С 1934 года принимал участие в мероприятиях Бюро по делам российских эмигрантов в Маньчжурской империи (БРЭМ), фактически являвшимся японским центром подготовки разведывательно-диверсионных групп из числа белоэмигрантов для заброски на территорию СССР. Показания генерала Л. Ф. Власьевского, сделанные с 26 по 30 августа 1946 года в ходе судебного следствия в Военной коллегии Верховного суда СССР, свидетельствуют о том, что атаман Г. Семёнов встречался в Мукдене с главой японской военной миссии в Харбине генералом Андо для решения вопроса об объединении всех эмигрантов в единую организацию путём создания Бюро по делам русских эмигрантов в Маньчжурии с целью консолидации белоэмигрантских сил на Дальнем Востоке для борьбы с советской властью. О значении этого шага говорит тот факт, что до создания Бюро по делам русских эмигрантов в Маньчжурии имелось более 50 эмигрантских организаций, не имевших центрального руководства. Бюро по делам русских эмигрантов в Маньчжурии состояло из 5 отделов: печати и просвещения, военной подготовки, разведки и контрразведки, снабжения и благотворительности. Причём, во главе 1-го отдела стоял генеральный секретарь Русского фашистского союза (РФС, Российская фашистская партия) К. В. Родзаевский, а разведку и контрразведку возглавлял член бюро РФС М. А. Матковский. При каждом отделе находился японский советник. Общее руководство советниками возлагалось на Окачи — секретаря начальника японской военной миссии в Харбине генерала Акикуса. Из протокола допроса Г. Семёнова от 27 октября 1945 г. явствует, что на курсах БРЭМ осуществлялось изучение терминологии, принятой в СССР, сапёрное дело, проводились тренировки по организации взрывов мостов и сбору военных сведений, отрабатывались навыки владения холодным и огнестрельным оружием. В этом же протоколе говорится о создании курсов разведчиков при редакции фашистского журнала «Нация», где с 1934 по 1938 г. прошли подготовку 200 эмигрантов, заброшенных затем в СССР.
В 1937 году в ознаменование 20-летия со дня образования ОМО генералом Семёновым был учреждён юбилейный Знак Особого Маньчжурского отряда. Изготовленные с 1937 по 1941 гг.. юбилейные знаки Особого Маньчжурского Отряда выдавались бывшим атаманом Г. М. Семёновым без каких либо документов на право ношения, но под строгую запись. Знаки собирались из трёх частей (основа со щитком, покрытым эмалью или без таковой, орёл и щит), изготовлены были штампом, из серебра и посеребрённой бронзы в Харбине (Китай), носились на винте. Некоторые элементы (восходящее солнце, щиток на груди орла) могли иметь в ряде случаев — золочение.
В 1938 году в Харбине вышла его книга мемуаров «О себе: Воспоминания, мысли и выводы».
Согласно журналу «ИП.Итоги – Династии-2», во время Второй мировой войны Семёнов поддерживал связь с генералом Власовым и даже писал письма Гитлеру, предлагая свои услуги в качестве союзника по борьбе против СССР. Также утверждалось, что в составе Квантунской армии были два конных отряда из бывших семёновцев.

## Арест
В августе 1945 года, после разгрома советскими войсками Японии, Семёнов был арестован в Маньчжурии. Существуют как минимум три разные версии того, при каких обстоятельствах Семёнов был арестован. По первой версии, Семёнов летел в самолёте, который пилотировал японский лётчик: пилот ошибся и случайно посадил машину на аэродроме Чанчуня, уже занятом советскими войсками. По другой версии, в китайском городе Дайрене к дому Семёнова был или выброшен советский десант, или приехали домой советские офицеры: в последнем случае атаман якобы ждал гостей и даже приготовил для них обед, после которого руководитель группы офицеров, полковник, встал объявил атаману об аресте.
Младшая дочь атамана Елизавета Григорьевна Явцева (урождённая Семёнова) в 2001 году рассказала газете «Труд» (номер от 25 апреля 2001 года), что её отец был арестован 22 августа 1945 года десантом советских спецслужб на вилле в китайском городе Дайрене, причём у атамана был долгий и обстоятельный разговор с офицерами НКВД.

А там шла беседа на вполне ровных и мирных тонах, никто даже голоса не повышал. По отдельным словам и фразам мы могли понять, что разговор шёл то о Второй мировой войне, то о Первой […] За столом сидели долго, пили чай, беседовали. Когда всё закончилось, кто-то из военных спросил: «Ну а каких же убеждений вы, господа, придерживаетесь сейчас?» Не ручаюсь за дословность, но отец и Жуковский единодушно ответили примерно следующее: «Всё тех же, что и в гражданскую войну, — за которые у вас расстреливают. Мы — русские офицеры, мы давали присягу Вере, Царю и Отечеству и ей, этой присяге, остались верны — революцию не приняли и боролись с большевизмом до последней возможности…»
Версия дочери атамана Семёнова не соответствовала документальным фактам десатов: по архивным данным, первый советский десант в Дальнем (Дайрэне по-японски, Даляне по-китайски) был высажен утром 22 августа 1945 года 27 самолётами 117-го авиационного полка. Численность десанта — более 950 человек. Командир — генерал-майор А. А. Яманов. Задача десанта — захватить порт, портовые сооружения и склады, не допустить выхода в море судов, находящихся в порту, прервать железнодорожное сообщение. Второй десант был высажен (парашютным способом) в Дальнем около 17:00 22 августа в районе аэродрома, находящегося за городом, с задачей захватить аэродром и не допустить вылета японских боевых и транспортных самолётов. Посадка советских самолётов на этот аэродром началась только 24 августа. Десанты в Дальнем действовали настолько стремительно, что японский гарнизон фактически не оказал сопротивления. Никаких специальных десантов для захвата бывшего атамана Семёнова не было. Место жительства Семёнова указал консул СССР в Дальнем М. Жуковский. В первой из трёх легковых машин, привёзших советских офицеров к дому Семёнова, находился водитель М. Жуковского, указавший дорогу. Советские офицеры прибыли на автомашинах, захваченных в порту Дальнего и у японского коменданта города. Кроме Семёнова, был арестован ряд членов Российского Фашистского Союза (запрещённого японцами в 1943 году после того, как выяснилось, что среди его членов есть агенты НКВД, работающие в Бюро по делам российских эмигрантов в Маньчжурской империи и пользовавшиеся поддержкой японских властей при передвижении по Корее, Китаю и Маньчжурии для сбора разведывательной информации в интересах СССР). Основные части Красной армии вошли в Дальний во второй половине дня 23 августа 1945 года. Арест Семёнова был произведён 24 августа. В этот же день он самолётом, вместе с группой других арестованных, был доставлен на территорию СССР. Дочь Семёнова утверждала, что отца арестовали 22 августа, а 26 августа даже отпускали домой. Она также рассказывала, что её отец имел 14 наград за подвиги, совершённые во время Первой мировой войны, но ни в одном из источников информации о Семёнове, в том числе и его книге «Атаман Семёнов. О себе. Воспоминания, мысли и выводы 1904—1921» такого количества наград не упоминается.
По третьей версии, Семёнов при всех регалиях в парадной форме с шашкой встретил советские войска на железнодорожном вокзале, где и был арестован. Однако после высадки советского парашютного десанта в Мукдене (Шеньяне) 19 августа 1945 года и занятия его основными силами Красной армии 20 августа железнодорожного сообщения с Далянем (Дайрэном) и Люйшунем (Порт-Артуром) не было. Вероятной причиной того, что Семёнов остался в Дайрэне, является то, что он не ожидал дальнейшего продвижения частей Красной армии в направлении Порт-Артура и Дайрэна после издания 17 августа 1945 года приказа о капитуляции японской Квантунской армии (14 августа Япония официально приняла условия безоговорочной капитуляции, основанной на Потсдамской декларации от 26 июля 1945 года) и прекращения основных боевых действий Маньчжурской операции Красной армии 20 августа 1945 года.
Все три вышеупомянутых версии, приводил Вадим Соцков в газете «Завтра», оговорившись, что не может привести какие-либо доказательства в поддержку той или иной версии ареста. В то же время он упоминал, что все награды атамана Семёнова были изъяты советскими органами госбезопасности и затем бесследно исчезли.

## Суд и казнь
Почти год органы СМЕРШ и МГБ вели следствие. В одно дело были объединены следующие лица: Г. М. Семёнов, К. В. Родзаевский, генерал Л. Ф. Власьевский, генерал А. П. Бакшеев, И. А. Михайлов, Л. П. Охотин, князь Н. А. Ухтомский и Б. Н. Шепунов. Начавшийся 26 августа 1946 г. суд широко освещался в советской прессе. Открыл его председатель Военной коллегии Верховного Суда СССР В. В. Ульрих. Подсудимым было предъявлено обвинение в антисоветской агитации и пропаганде, шпионаже против СССР, диверсиях, терроризме. Все подсудимые признали свою вину. 30 августа Военная коллегия признала подсудимых виновными: по приговору атаман Г. М. Семёнов на основании Указа Президиума Верховного Совета СССР от 19 апреля 1943 г. был приговорён к смертной казни с конфискацией имущества как «враг советского народа и активный пособник японских агрессоров». Власьевский, Родзаевский, Бакшеев и Михайлов были приговорены к расстрелу с конфискацией имущества. Князь Ухтомский и Охотин, «учитывая их сравнительно меньшую роль в антисоветской деятельности», приговорены к 20 и 15 годам каторжных работ, соответственно, с конфискацией имущества (оба скончались в лагерях: Охотин умер в 1948 г., князь Ухтомский — 18 августа 1953 г.).
Генерал Л. Ф. Власьевский: «Семёнов — человек без определённых политических убеждений, политический фантазёр с большими авантюристическими наклонностями, но ни в коем случае не человек реальной политики».
Генерал А. П. Бакшеев: «У Семёнова было больше врагов, чем друзей. Он наделал множество ошибок почти государственного масштаба. Но выступить против него мы не могли, нас обвинили бы в измене Японии, которая кроме Семёнова никого поддерживать не будет. После 2-го эмигрантского съезда начальник японской военной миссии в Харбине дал банкет в честь Семёнова, что показало взгляд японцев на Семёнова как на главу эмиграции».
30 августа 1946 года в 23 часа Семёнов был повешен, приговор привели в исполнение в Москве.
По словам дочери атамана Елизаветы Явцевой, спустя два года и одиннадцать месяцев после ареста отца (24 июля 1948 г.), все три дочери Семёнова — она, Елена и Татьяна — были также арестованы, увезены в Союз, в так называемые «внутренние тюрьмы МГБ», а потом в сибирские лагеря. Сыновей атамана, Вячеслава и Михаила, забрали вслед за отцом в том же 1945 году. Всех детей Семёнова приговорили к 25 годам заключения, кроме Михаила, инвалида детства, расстрелянного в Уссурийске 18 марта 1947 года.
4 апреля 1994 года в отношении Г. М. Семёнова, а 26 марта 1998 г. в отношении остальных семерых подсудимых Военная коллегия Верховного Суда России пересматривала уголовное дело. По статье 58-10 ч. 2 (антисоветская агитация и пропаганда) УК РСФСР дело в отношении всех подсудимых было прекращено за отсутствием состава преступления, в остальной части приговор оставлен в силе, а подсудимые признаны не подлежащими реабилитации.

## Семья
Первая жена — Зинаида Дмитриевна (ур. Манштейн, 11 ноября 1895 — 30 марта 1945).
Вторая жена — Елена Викторовна (ур. Терситская) — убита в городе Челябинске при невыясненных обстоятельствах, в 1982 г.
Дети:
- Вячеслав (1915 — 14.10.1993). Был приговорен к 25 годам лишения свободы. Освобожден в 1956. Реабилитирован.
- Елена (1921, Порт-Артур — 2000, Новороссийск). В 1948 г. приговорена к 25 годам лишения свободы (ст. 19-58-1 «а» и 58-11 УК РСФСР). Реабилитирована. Более 46 лет находилась в тюрьмах и психбольницах. Последние годы проживала в семье сестры Татьяны. Сын Григорий (23.09.1942, Харбин; его судьба неизвестна).
- Михаил (1922, Циндао, Китай — 18.03.1947, Уссурийск). Инвалид детства. Застрелен при этапировании в лагерь.
- Татьяна (1928, Иокогама — 04.06.2011, Новороссийск). В 1948 г. приговорена к 25 годам лишения свободы (ст. 19-58-1 «а» и 58-11 УК РСФСР). Освобождена в 1956. Реабилитирована. Дети: Вениамин (1948—1961; родился в Тайшете в Озерлаге), Елизавета (р.1955), проживает в Австралии.
- Елизавета (24.11.1929, Иокогама — 27.03.2012, Сидней). В 1948 г. приговорена к 25 годам лишения свободы (ст. 19-58-1 «а» и 58-11 УК РСФСР). Освобождена в 1956. Реабилитирована. Дети: Татьяна (р. 1957), Николай (р. 1960). Проживают в Австралии.
- Валентина (род. 1943), в замуж. Смологонова. Живёт в Австралии.

## Награды
- Орден Святого Георгия 4-й степени (ВП 11.11.1914)
- Орден Святого Станислава 3-й степени с мечами и бантом (ВП 9.05.1916)
- Орден Святого Станислава 2-й степени с мечами (ВП 11.05.1916)
- Орден Святой Анны 2-й степени с мечами (ВП 31.05.1916)
- Орден Святой Анны 3-й степени с мечами и бантом (ВП 27.06.1916)
- Георгиевское оружие (ВП 26.09.1916)
- Орден Святой Анны 4-й степени с надписью «За храбрость» (ВП 3.11.1916)

## Сочинения
- Семёнов Г. М. О себе: Воспоминания, мысли и выводы. М., 2002.

## Семёнов в искусстве

### Кино
- Фильм «Пароль не нужен» (1967),  роль исполняет Всеволод Кузнецов
- Телесериал «Адмиралъ» (2008), роль исполняет Андрей И
- Телесериал «Исаев» по произведениям Юлиана Семёнова, часть 2-я «Пароль не нужен» (2009), роль исполняет Роман Мадянов.

### Прочее
- Памяти атамана Семёнова посвящена песня рок-группы «Калинов Мост» «Азиатская» из альбома «Ледяной походъ».
- В региональном конкурсе «Великие люди Забайкалья» (2009 год) атаман Семёнов одержал победу в первом туре (первое место из двенадцати финалистов), но его кандидатура была снята к финальному голосованию[48].
- Модификация для игры Hearts of Iron 4: The New Order, выступающий в роли стартового правителя Читы, пытающегося восстановить в России монархию.